# Agastoschizomus stygius
Espèce
Agastoschizomus stygius est une espèce de schizomides de la famille des Protoschizomidae.

## Distribution
Cette espèce est endémique de l'État d'Hidalgo au Mexique,. Elle se rencontre dans la grotte Sótano Hondo de Pinalito à Pinalito.

## Description
Le femelle holotype mesure 9,66 mm.

## Publication originale
- Cokendolpher & Reddell, 1992 : Revision of the Protoschizomidae (Arachnida: Schizomida) with notes on the phylogeny of the order. Texas Memorial Museum Speleological Monograph, vol. 3, p. 31-74 (texte intégral).